# Nymphon falcatum
Nymphon falcatum är en havsspindelart som beskrevs av Utinomi, H. 1955. Nymphon falcatum ingår i släktet Nymphon och familjen Nymphonidae. Inga underarter finns listade i Catalogue of Life.